# Lumpini Boxing Stadium
El Lumpinee Boxing Stadium (en tailandés: สนามมวยเวทีลุมพินี) es un recinto cubierto ubicado en Bangkok, la capital del país asiático de Tailandia. Inaugurado más de una década más tarde después del estadio Rajadamnern, el Lumpinee está dirigido por el Real Ejército Tailandés en nombre del Gobierno de Tailandia. Se ha convertido en el símbolo del moderno Muay thai. Sólo el estadio Rajadamnern rivaliza con el prestigio de la celebración del título de "Campeón de Muay Thai de Lumpinee". Los títulos del sistema y del campeonato de clasificación incluyen desde minimosca (105 libras) hasta peso súperwelter (154 libras). Las competencias de Muay Thai se celebran todos los martes, viernes y sábados.

## Historia
El general Praphas Charusathien fue el impulsor de la construcción del estadio Lumpinee, el segundo estadio nacional construido en Tailandia después del Rajadamnern. El Lumpinee abrió sus puertas el 8 de diciembre de 1956. El estadio está gestionado por el Departamento de Bienestar del Ejército Real Tailandés. Toda la recaudación de los partidos se destina a apoyar a los distintos departamentos del Ejército tailandés. El consejo de administración, presidido desde 2020 por el comandante del ejército Apirat Kongsompong, está compuesto en su totalidad por oficiales del ejército.
Once promotores se encargan de reservar boxeadores para los combates en el estadio. Las normas son las mismas que en el Rajadamnern: los boxeadores deben pesar más de 45,4 kg, tener más de 15 años y una diferencia de peso entre boxeadores no superior a 2,3 kg. Las mujeres no pueden pelear en el estadio ni subir al ring.
Uno de los campeones más famosos de Lumpinee fue Dieselnoi Chor Thanasukarn, que reinó invicto a principios de la década de 1980, ostentando el título de peso ligero durante cuatro años. Al final se vio obligado a retirarse porque no tenía más rivales.
El estadio Lumpinee estuvo implicado en un conglomerado de casos de COVID-19 durante la pandemia de coronavirus de 2020 en Tailandia. Los combates de boxeo se celebraron el 6 de marzo de 2020 a pesar de la orden de cierre emitida por el gobierno el 3 de marzo. Entre los afectados posteriormente por el COVID-19 se encontraba el jefe del Departamento de Bienestar del Ejército, que se encontraba en el estadio.
A principios de 2021, se informó de que el ejército estaba considerando ceder el estadio al sector privado o convertirlo en un museo. En respuesta a esto, la dirección del Lumpinee anunció planes para cambiar la marca y aplicar cambios importantes. Estos cambios incluían permitir a las mujeres luchar en el estadio, empezar a albergar combates de artes marciales mixtas y prohibir las apuestas para atraer a un público no aficionado.
Tradicionalmente reservado a los luchadores masculinos, el Lumpinee Stadium acogió su primer combate femenino el 13 de noviembre de 2021. En el combate principal, Buakaw Mor.Kor.Chor.Chaiyaphum se enfrentó a Sanaejan Sor.Jor.Tongprajin por el campeonato del CMB del peso minimosca y el campeonato femenino del peso minimosca del Lumpinee Stadium, con victoria por decisión de Sanaejan.
El Lumpinee Stadium, sede del Muay Thai durante mucho tiempo, hizo historia con su primer evento de artes marciales mixtas el 16 de enero de 2022, organizado por Fairtex Fight Promotion. El evento consistió en combates de Muay Thai y MMA. En agosto de 2022, empezó a albergar eventos de ONE Championship, con casi todos los combates según las reglas del Muay Thai.

## Campeones actuales
| División          | Campeón                 | Desde               | Días |
| ----------------- | ----------------------- | ------------------- | ---- |
| Peso minimosca    | Vacante                 | -                   | -    |
| Peso minimosca    | Vacante                 | -                   | -    |
| Peso mosca        | Vacante                 | -                   | -    |
| Peso supermosca   | Vacante                 | -                   | -    |
| Peso gallo        | Vacante                 | -                   | -    |
| Peso supergallo   | Vacante                 | -                   | -    |
| Peso pluma        | Vacante                 | -                   | -    |
| Peso superpluma   | Vacante                 | -                   | -    |
| Peso ligero       | Kanongsuek Gor.Kampanat | 29 de abril de 2023 | 689  |
| Peso superligero  | Vacante                 | -                   | -    |
| Peso wélter       | Vacante                 | -                   | -    |
| Peso superwélter  | Kongthailand Kiatnavy   | 6 de mayo de 2023   | 682  |
| Peso mediano      | Sorgraw Petchyindee     | 17 de junio de 2023 | 640  |
| Peso supermediano | Vacante                 | -                   | -    |